# Muslinger
Muslinger (Bivalvia) er en klasse af dyr, der hører til bløddyrene. De er kendetegnet ved at have en hård skal, mens de på indersiden er bløde. De fleste muslinge-arter lever i saltvand, men der findes også arter i ferskvand. 
I Danmark er der registeret i alt 152 arter af muslinger, men blåmuslingen er den mest udbredte art.

## Klassifikation
Klasse: Bivalvia
- Familie: Xenoturbellidae
- Underklasse: Protobranchia
  - Orden: Nuculoida
  - Orden: Solemyoida
- Underklasse: Metabranchia
  - Overorden: Filibranchia
    - Orden: Trigonioida
    - Orden: Pteriomorpha (fx blåmusling, østers)

  - Overorden: Eulamellibranchia
    - Orden: Unionida (fx dammusling)
    - Orden: Veneroida (fx almindelig hjertemusling, knivmuslinger, østersømusling)
    - Orden: Lucinoida
    - Orden: Myoida (fx sandmusling, pæleorm)
    - Orden: Anomalodesmata
    - Orden: Septibranchia

## Muslinger som Fødevare
Arkæologiske udgravninger af f.eks. køkkenmøddinger har vist, at mennesket har spist muslinger i tusindvis af år og muslinger er stadig en vigtig fødevare på verdensplan den dag i dag. 
Muslinger til konsum, både dyrkes og fanges. Når muslinger dyrkes, sker det ofte i havbrug med varierende teknikker, hvor dyrkning på liner har vundet meget frem de senere år, bl.a. på grund af miljøfordelene. Muslingefangst i naturen sker normalt ved at skrabe velkendte muslingebanker med bundtrawl, hvorefter kolonierne får lov at genskabes i en længere periode. Muslingeskrab, som metoden kaldes, har dog været kritiseret fra mange sider for at skade havmiljøet på mange niveauer.

Muslinger indeholder mange vigtige næringsstoffer og anses normalt for en sund fødevare. De indeholder især megen selen (46 µg), zink (3,4 mg), B12 (10,2 µg), folat (41,8 µg) og ikke mindst omega-3 fedtsyrer (890 mg), som er essentielle for os. Indholdsmængden er målt per 100 g kogt blåmusling (Mytilus edulis) og er middelværdier.

### Sikkerhed
Der er en vis sundhedsrisiko forbundet med selv at indsamle muslinger fra naturen og en minimal risiko ved de erhvervsfiskede muslinger. Dels kan der være problemer med fordærvede muslinger, dels kan de i sjældne tilfælde indeholde algegifte eller mikrobiologisk forurening fra f.eks. sygdomsfremkaldende bakterier eller virus. Fordærvede eller forurenede muslinger kan fremkalde skaldyrsforgiftning.
Fordærvede muslinger kan man normalt selv tjekke for ved at se om dyret er levende og reagerer på fysiske stimuli. Muslinger indeholdende biologiske gifte fra alger el.lign. kan man ikke selv umiddelbart tjekke. 

#### Huskeråd
Muslinger som ikke åbner, når de er kogte, kan stadig være fuldt ud kogte og sikre at spise. Der er ellers en forståelse inden for kokkefaget om det modsatte, hvilket muligvis kan tildeles frygt for at gøre kunder syge, og fordelen ved at være på den sikre side. Til gengæld kan muslingerne være fordærvede efter at have ligget i beskidt vand.